# 应援物

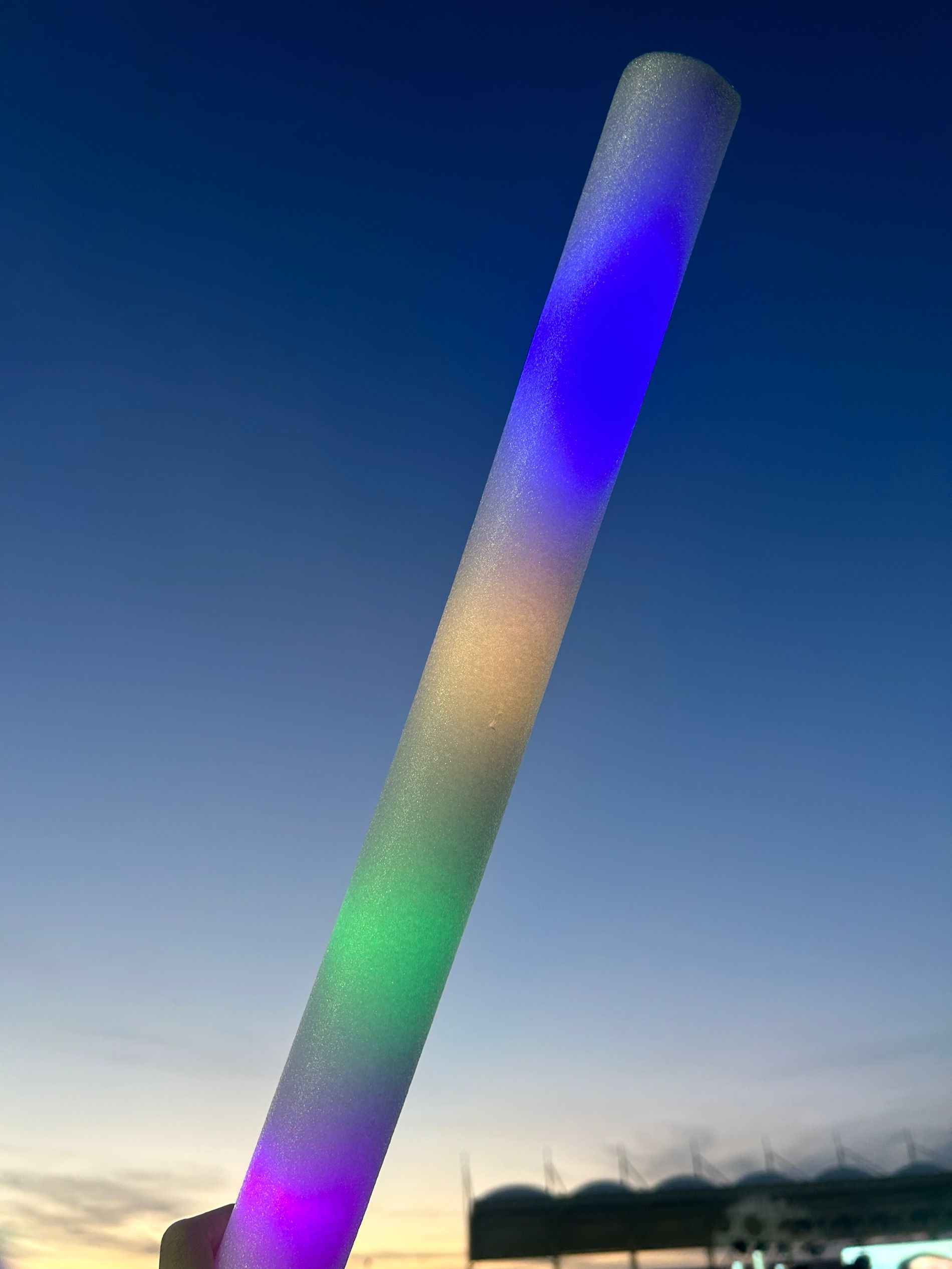
应援棒

应援商品，是知名人物的愛好者为其偶像加油打氣用的物品。应援商品起源于韩国和日本，韩国一般以气球作为应援物，日本则多用扇子作为应援物，不同的明星有不同的应援图案和应援颜色。中国目前没有特定的有代表性的应援物，多数是使用韩国歌手的气球，所以引发了不少纠纷。
应援商品的种类主要T恤、棒、包、杯、灯牌、横幅、徽章、毛巾、帽、气球、扇子、手表、手幅、手环、贴纸、头巾及眼镜盒等。